# People and baby
Le texte peut changer fréquemment, n’est peut-être pas à jour et peut manquer de recul. 
Le titre et la description de l'acte concerné reposent sur la qualification juridique retenue lors de la rédaction de l'article et peuvent évoluer en même temps que celle-ci.
People and baby (stylisé people&baby) est une entreprise française gestionnaire de crèches en délégation de service public ou pour des entreprises. Créée en 2004, elle compte en 2024 environ 762 établissements dans le monde, réparties dans dix pays, et 583 en France. People & Baby accueille en France 14 000 enfants.
En 2023, aux côtés de trois autres entreprises du secteur, le groupe apparut par ailleurs associé à une polémique portant sur la maltraitance infantile dans les crèches privées françaises.

## Histoire

### Création
En 2003, le parc de crèches français ne propose que 200 000 berceaux - ne pouvant accueillir qu'un enfant sur dix de moins de trois ans. Selon la CNAF (Caisse nationale des allocations familiales), Il n'y a en 2002 que 200 crèches privées dans le pays. Le gouvernement souhaite donc encourager la création de nouveaux établissements. En 2004, il accorde aux entreprises des financements publics pouvant atteindre 80% pour créer leur propre crèche. C'est dans ce contexte que de nombreuses entreprises de l'accueil de la petite enfance sont créées cette année-là dont People and Baby,.
Odile Broglin, infirmière puéricultrice, gère la crèche de l'hôpital Georges-Pompidou, à Paris. Son compagnon, Christophe Durieux, entrepreneur notamment dans le secteur de la communication d'entreprise, lui propose l'idée de lancer une entreprise dans la création de crèches. Le couple s'entoure de plusieurs associés, dont Thomas Fabius pour créer People&baby.
Thomas Fabius quitte la société au bout de 6 mois en raison de différends avec ses partenaires qui lui rachètent ses parts,. Dans le procès-verbal de l'assemblée générale de l'entreprise du 16 janvier 2006, ils lui reprochent notamment ses « menaces et propos pesants envers les autres participants au projet », ses « rendez-vous inopinés avec la concurrence » et l'« inacceptable dévoiement de son rôle », se présentant, « notamment auprès des médias, comme le dirigeant de l'entreprise, voire son président, usurpant un titre qu'il ne possède pas ».
People and baby propose d'abord des solutions de crèches clés en mains à destination des grandes entreprises qui entendent ainsi fidéliser leurs salariés et des zones industrielles.

### Extension et difficultés
L'entreprise s'est spécialisée dans les micro-crèches et a développé un réseau d'établissements bilingues, principalement en anglais. En 2011 est lancé le réseau "Crèches pour tous", un puissant réseau de plus de 3000 établissements regroupant les crèches appartenant à People and baby et des établissements partenaires pour lesquels elle commercialise les places.
En 2012, création de la Fondation People and Baby dont les actions s'étendent notamment en Côte d'Ivoire (2013).
En 2017, People and baby est élue « Meilleure enseigne » dans la catégorie « Crèches » par l’enquête annuelle menée par le magazine Capital et l’institut d’études Statista auprès d’un panel de 20 000 personnes mais elle ne figure plus dans le palmarès les années suivantes,.
En 2020, contrairement à ses concurrents, le 3e acteur du secteur limite son développement à la France avec 550 crèches et 5000 salariés pour un chiffre d'affaires de 200 millions €. People & baby reste le dernier groupe familial du secteur détenu par ses fondateurs jusqu'en 2024.
En 2023, le groupe compte 700 établissements en France et accueille 14 000 enfants chaque jour. 
Les crèches lucratives ont ainsi progresser dans le paysage français. En 2011, les crèches privées  ne représentaient que 6,5 % du parc, loin derrière les crèches municipales 61% du parc et les crèches associatives (30%). En 2015, on dénombre, selon la Dress, environ 700 structures sur 12000 gérées en DSP. En 2020,  les crèches privées à but lucratif représentent 31 % du parc, devant les crèches municipales (46% du parc), et les crèches associatives (22%).
En novembre 2024, People and Baby entre en procédure de sauvegarde accélérée, au travers de cette procédure, le fonds Alcentra qui détenait sa dette est devenu son actionnaire. En avril 2025, le groupe annonce la fermeture pour l'été suivant de 44 crèches sur les 530 qu'il détient alors.

## Données économiques

Implantation internationale de People and baby

EN 2024, People and Baby revendique 850 crèches en France et à l'étranger et un taux de croissance de 31% de son nombre de places. Son CA de 130 millions reste moins élevés que ses concurrents.
En 2022, le groupe est largement présent en France, avec plus de 700 établissements ouverts. Il est également implanté dans douze pays étrangers avec environ 150 crèches réparties entre Chine, Cambodge, Philippines, Singapour, États-Unis, Canada, Qatar, Émirats arabes unis, Luxembourg, Italie, Russie, et Belgique. Au total, le groupe emploie environ 10 600 personnes, dont 6 200 en France et garde environ 33 000 enfants par jour.
En 2019, le chiffre d'affaires de People and baby s'élevait à de 84,2 millions d'euros.

## Accusations de maltraitance, d'escroqueries et de détournement de fonds publics

### 2022: Affaire de Lyon
À l'été 2022, les médias relaient les témoignages de parents et de salariés du groupe déplorant la gestion de People and baby. Ces prises de paroles font suite à la mort d'un enfant de 11 mois, tué le 22 juin 2022 par une employée d'une microcrèche People and baby de Lyon, qui lui a fait ingérer un produit ménager, excédée par les pleurs du nourrisson. À la suite de la révélation de l'affaire, des témoignages sont relayés dans les médias : un ancien cadre responsable opérationnel chez People and baby estime que « le groupe est aussi responsable car il ne s'apprête pas à la sécurité physique et mentale de ces collaborateurs », tandis que d'autres collaborateurs dénoncent un manque de personnel, une trop forte pression exercée sur les employés, et font état d'actes de maltraitance envers des enfants qu'ils expliquent par les manquements du groupe,,,. Le groupe People and baby n'est finalement pas poursuivi. Il dénonce un « amalgame médiatique indigne », conteste le « rapprochement [opéré par certains médias] entre ce meurtre et les conditions de travail des professionnels en crèche » et des témoignages qualifiés d'« invérifiables ». Au cours du procès qui s'est tenu fin mars, début avril 2025, même si le groupe People and baby n'est pas poursuivi, l'ombre du groupe, dont les dysfonctionnements ont été mis en évidence, plane sur le procès.

#### Suites médiatiques de l'affaire de Lyon
Il est révélé dans la presse d'autres cas de maltraitance dans les crèches People and baby : une enfant de quatre mois retrouvée en décembre 2021 avec des traces de coups dans une crèche lyonnaise. Un enfant présente en mai 2021 « des bleus à la base du cou, des lésions d'empoignement sur le bras, des hématomes intercostaux et des griffures comme s'il s'était échappé et qu'on l'avait rattrapé » et un autre qui « se tétanise et fait des crises de pleurs » dans une crèche à Villeneuve-d'Ascq. L'ex-directrice et une ex-employée sont condamnées le 7 octobre 2024 par le tribunal de Lille pour «violences physiques ou psychologiques commises sur des enfants en bas âge» et «privations d’aliments ou de soins au point de compromettre la santé d’un enfant». À Bordeaux, une crèche est fermée par la préfecture le 19 juillet 2022 à cause de cris et paroles inappropriés proférés lors de sorties par trois employés de l'établissement, et d'un rapport d'un médecin de la Protection maternelle et infantile, dénonçant notamment un mal-être des enfants. Une décision que le réseau de crèches privées avait tout de suite contestée. Finalement, au lieu du 19 octobre initialement prévu, la structure a été autorisée à rouvrir avec 1 mois d'avance, « Le groupe people&baby regrette qu’il ait fallu 2 mois et la mise en difficulté de 20 familles alors que tout était conforme : équipe, diplômes, locaux, normes de sécurité, formations ».
Une nouvelle plainte pour maltraitance est déposée en décembre 2022 contre une crèche à Metz à la suite d'une blessure sous l'œil d'un enfant de 7 mois. De son côté, le groupe conteste les faits et maintient que le bébé s'est réveillé de la sieste avec l'œil rouge. « Sur la même période, 3 autres enfants de la crèche ont développé des conjonctivites »,.

### 2023: Enquêtes journalistiques
Le livre enquête Babyzness décrit la manière dont dérive le business des crèches privées, dont l'entreprise People&baby. L'enquête décrit la méthode de croissance tous azimuts du groupe People and baby au détriment de ses concurrents (Saperlipopette) tout en maîtrisant les voix dissonantes. L'affaire de Saperlipopette est en cours juridiquement afin de connaître le préjudice financier même si People and baby a déjà été condamnée en première instance et en appel.
Libération expliquait que les services juridiques de l'entreprise travaillent sans relâche à la maîtrise des commentaires perçus comme négatifs sur internet, et la e-réputation de People and baby, en utilisant notamment des lettres de menaces à l'égard des personnes qui s'épancheraient trop sur les problèmes de maltraitance.

### 2024: Mise en cause dansLes Ogresde Victor Castanet
En septembre 2024, le groupe est ouvertement mis en cause dans un livre écrit par un journaliste d'investigation, Victor Castanet. Il révèle les pratiques commerciales agressives de l'entreprise, proposant des prestations à des mairies à des prix défiant toute concurrence (4 000 € par enfant contre 12 000 € dans une crèche publique). La masse salariale y serait donc très encadrée et dégraderait les conditions d'accueil des jeunes enfants. L'auteur y décrit un système du moins-disant financier qui privilégie la baisse des coûts au maintien de la qualité de service. Un système qui est soutenu au niveau du gouvernement par Aurore Bergé, qui fait preuve de mansuétude à l'égard des crèches privées.
Le 8 novembre 2024, l'association Anticor dépose plainte à Paris contre le groupe pour escroqueries et détournement de fonds publics.